# Angster Erzsébet
Angster Erzsébet (Pécs, 1953. március 15. –) magyar informatikus, főiskolai docens.

## Végzettségei
- 1976: alkalmazott matematikus, Eötvös Loránd Tudományegyetem
- 1978: programozó, programtervező, Eötvös Loránd Tudományegyetem

## Díjak
- 2003: Az év informatikai oktatója (Magyar Vezető Informatikusok Szövetsége)
- 1999: Gábor Dénes nívódíj (Gábor Dénes Főiskola)
- 1997: Tarján Dezső díj (Neumann társaság, a számítástechnika eredményes oktatásáért és a számítástechnikai kultúra terjesztéséért)

## Könyvei
- JSP programozás
- Objektumorientált tervezés és programozás, JAVA, 2. kötet
- Objektumorientált tervezés és programozás, JAVA, 1. kötet
- Az objektumorientált tervezés és programozás alapjai (UML, Turbo Pascal, C++)
- Programozás Tankönyv I. kötet (Strukturált tervezés, Turbo Pascal)
- Programozás Tankönyv II. kötet (Strukturált tervezés, Turbo Pascal)
- Turbo Pascal feladatgyűjtemény I. kötet (Kertész László társszerző)
- Turbo Pascal feladatgyűjtemény II. kötet (Kertész László társszerző)
- Turbo Pascal 6.0 referenciakönyv (Kertész László társszerző)
- Turbo Pascal 'A'..'Z' 5.0–6.0 (Kertész László társszerző)
- Turbo Pascal (Béres Erzsébet társszerző)

## Szakmai publikációk
- Usability and Reusablity of Downloadable Software[1]
- Erzsébet Angster: Professional Analysis of the "Abakusz" Software Development Competition[2]
- Letölthető szoftverek használhatósága és újrahasználhatósága[3]
- Felelősség analízis minták. Elektronikus tananyag, 2005[4]
- SDP-City against a Vicious Circle![5]
- Miért nincsenek mintaszerű szoftverfejlesztési csomagok? [6]
- Erzsébet Angster, Joe Bergin, Marianna Sipos (workshop organizers): Patterns in Teaching Software Development[7][8]
- Az UML modellezés alapjai[9]
- A programozás oktatása[10]
- A programozást már másképp kell oktatnunk![11]
- A gép nem helyettesíti a tanárt[12]
- Erzsébet Angster, Joe Bergin, Laszló Böszörményi (workshop organizers): Introducing OO Design and Programming – with Special Emphasis on Concrete Examples[13]
- Vizsgabankok a GDF-en[14]
- Jelentés egy ECOOP workshop-ról[15]
- Megjelent a Unified Process[16]
- My Experiences with UML in Teaching OO Techniques. Proceedings of the OOPSLA'98 Workshop on Formalizing UML. Why? How? 1998.
- Learning and Developing on the Base of Patterns in the Field of Object-Oriented Software Development (Tanulás és fejlesztés minták alapján az objektumorientált rendszerfejlesztés terén)[17]
- Our OO Teaching Concepts. Learning and Teaching Objects Successfully[18]
- Az objektumorientált tervezés és programozás alapjai (UML, Turbo Pascal, C++)[19]
- Simple and Complete Patterns Step by Step. Pedagogical patterns project[20]
- An Effective Method to Teach OO Design and Programming[21]
- A Simple OO System Pattern to Introduce OOP with Design. Object Design Workshop.[22]
- Objektumorientált programozás oktatása a SZÁMALK-ban[23]

## Előadások
- Egy JSP alkalmazás architektúrája[24]
- Egy JSP alkalmazás bemutatása a gyakorlatban II. rész[25]
- Egy JSP alkalmazás bemutatása a gyakorlatban I. rész.[26]
- GRASP minták (General Responsibility Assignment Software Patterns)[27]
- Az SDP-city indítása[28]
- Letölthető szoftverek használhatósága és újrahasználhatósága[29]
- Analízis minták, II. rész[30]
- Analízis minták I. rész[31]
- Professional Analysis of the "Abakusz" Software Development Competition[32]
- Angster Erzsébet – Dr. Medzihradszky Dénes: Az SDP-city két használati esetének megvitatása[33]
- Magyarországi felmérés a szoftverminták használatáról és a használatukat befolyásoló tényezőkről[34]
- Az Abakusz szoftverfejlesztési verseny pozitív hatásai[35]
- Dr. Medzihradszky Dénes – Angster Erzsébet: Egy webes felmérés fejlesztésének problémái, trükkjei (Fejlesztői és megrendelői oldal, iterációk, PHP, PostgreSQL)[36]
- A szoftverfejlesztés szabadsága – Egy készülő weblap, az SDP-city[37]
- Miért nincsenek mintaszerű szoftverfejlesztési csomagok? [38]
- Minták használata a szoftverfejlesztésben[39]
- Erzsébet Angster, Joe Bergin, Marianna Sipos (workshop organizers): Patterns in Teaching Software Development.[40]
- Mikrohullámú sütő – modellezés és megvalósítás[41]
- A programozás oktatása[42]
- Váltsunk programozási anyanyelvet![43]
- Információ, UML és keresés[44]
- Objektumorientált eszközök használhatósága[45]
- A programozást már másképp kell oktatnunk![46]
- Tervezés Rose-ban[47]
- Állapotdiagram[48]
- Erzsébet Angster, Joe Bergin, Laszló Böszörményi (workshop organizers): Introducing OO Design and Programming – with Special Emphasis on Concrete Examples[49]
- Vizsgabankok a GDF-en[50]
- Jelentés egy ECOOP workshop-ról[51]
- Mikrohullámú sütő modellezése[52]
- Mikrohullámú sütő modellezése[53]
- Objektumorientált szoftverfejlesztés Rational Rose-zal[54]
- Java kezdőknek, OO módszerrel, tervezéssel[55]
- Angster Erzsébet: Kávéautomata modellezése[56]
- A RUP felmérés munkafázisa[57]
- Információ reprezentálása objektumorientált környezetben[58]
- OO technológiák oktatása – hogyan kezdjük?[59]
- My Experiences with UML in Teaching OO Techniques. OOPSLA'98 Workshop on Formalizing UML. Why? How? 1998.
- Our OO Teaching Concepts. Learning and Teaching Objects Successfully[60]
- Az objektumorientált tervezés és programozás oktatása főiskolánkon[61]
- An Effective Method to Teach OO Design and Programming[62]
- Fundamentals of Object-Oriented Design and Programming. Resources for Early Object Design Education – Workshop[63]
- Beszámoló az OOPSLA '96-ról[64]
- A Simple OO System Pattern to Introduce OOP with Design. Object Design Workshop[22]
- Objektumorientált programozás oktatása a SZÁMALK-ban[65]

## Érdekességek
- Angster Erzsébet a Gábor Dénes Főiskola tanszékvezetője, docense
- Programozás Tankönyv I-II. kötet című könyveiből oktatják a legtöbb egyetemen, főiskolán és középiskolában a Turbo Pascal programozási nyelvet